# Valders
Valders – wieś w Stanach Zjednoczonych, w stanie Wisconsin, w hrabstwie Manitowoc.